# 偌氏豹蛛
偌氏豹蛛（学名：Pardosa roeweri）为狼蛛科豹蛛属的动物。在中国大陆，分布于甘肃等地。该物种的模式产地在甘肃。